# شهمیرزاد
شَهمیرزاد (به گویش شهمیرزادی: شامرزا) شهری در شمال استان سمنان است. این شهر از نظر گردشگری، تاریخی و کشاورزی برای استان سمنان دارای اهمیت است.
ارتفاع مرکز شهمیرزاد از سطح دریا ۱۹۳۵ متر است. این شهر از طبیعتی زیبا و پوشش گیاهی سرسبز تشکیل شده است و میانگین دمای سالیانه آن ۱۱ درجه سانتیگراد است که بین ۱۶ درجه زیر صفر سردترین و ۳۴ درجه بالای صفر در گرمترین ماه سال متغیر است. سرسبزی، وجود باغات و چشمه سارهای متعدد و آب و هوای مطبوع این شهر و واقع شدن در استان کویری سمنان، باعث شده است این شهر به بهشت کویر شهرت پیدا کند.
شهمیرزاد شهری ییلاقی با آب‌وهوایی بسیار خوش در دل کویر است.
به دلیل قدمت زیاد شهمیرزاد می‌توان جاذبه‌های طبیعی و تاریخی زیادی را در این شهر دید.
بر اساس اعلام فائو (سازمان خواربار و کشاورزی ملل متحد) این شهر، بزرگ‌ترین باغ گردوی جهان را دارد.
در سال ۱۳۸۶ شهمیرزاد به‌عنوان منطقه نمونه گردشگری انتخاب شد.
کمان رستم، یکی از کهن‌ترین درختان گردو در شهمیرزاد است که بیش از ۱۳ قرن عمر دارد و ثبت ملی شده است.
شهر شهمیرزاد، به لحاظ تاریخی، کشاورزی و گردشگری اهمیت ویژه‌ای دارد.
در این شهر کوچه باغ‌هایی بسیار زیبا و چشم‌نواز وجود دارد.

## تاریخچه تقسیمات کشوری
شهر شهمیرزاد از سال ۱۳۳۱ شمسی دارای شهرداری است (سال شهر شدن: ۱۳۰۶) و در تقسیمات استانی سال ۱۳۸۶ به مرکز بخش ارتقاء یافت.
شهمیرزاد در سال‌های قبل از ۱۳۴۰ شمسی، بخشی از شهرستان قائمشهر بود؛ ولی در تقسیمات استانی انجام‌شده در سال ۱۳۴۰ شمسی و پس از جدا شدن شهرستان سوادکوه از شهرستان قائم‌شهر، شهمیرزاد از استان مازندران جدا شد و به «فرمانداری کل سمنان» منضم گردید. سمنان در آن زمان استان نبود و به عنوان فرمانداری کل که از استان دوم منفک شده بود، شناخته می‌شد و در سال ۱۳۵۵ شمسی به استان تبدیل شد. استان مازندران در فاصله سال‌های ۱۳۱۶ تا ۱۳۳۹ شامل استان‌های کنونی سمنان، گلستان و مازندران به انضمام شهرستان‌های کاشان، قم و تهران بود. در سال ۱۳۴۰، طبق تصویب‌نامه هیئت وزیران، سمنان و دامغان و شاهرود و بسطام و سنگسر (مهدی‌شهر) و سرخه و شهمیرزاد و نقاط تابعه آن‌ها از مرزهای مازندران مجزا و از نظر تقسیمات کشوری به نام فرمانداری کل سمنان نام‌گذاری شد و مرکزیت آن در شهر سمنان تعیین و مستقر گردید. در سال ۱۳۵۵، طبق تصمیم دولت وقت، فرمانداری کل سمنان به استان سمنان تبدیل شد.

### جمعیت
بر پایه سرشماری عمومی نفوس و مسکن در سال ۱۳۹۵ جمعیت شهمیرزاد ۱۱٬۱۹۱ نفر (۳٬۷۸۹ خانوار) بوده است. جمعیت بخش شهمیرزاد ۲۲٬۱۸۶ نفر است. به‌دلیل ییلاقی بودن شهمیرزاد، جمعیت آن در فصل سرد و گرم متغیر است؛ به طوری که در فصل‌های بهار و تابستان جمعیت شهمیرزاد افزایش چشمگیری می‌یابد.

## دربارهٔ شهمیرزاد
شهمیرزاد از نظر آب و هوایی، زمستانی سرد و تابستانی معتدل دارد و از لحاظ پوشش گیاهی بسیار سبز و خرم است. همچنین نسبت به شهرهای همسایه‌اش خنک‌تر است. گردو و آلو دو محصول کشاورزی شهمیرزاد است و وجود خانه باغ‌ها در نقاط مختلف این شهر باعث جذابیت این شهر برای حضور گردشگران در این منطقه از استان سمنان شده است.
شرکت کشت و صنعت شهمیرزاد به همت جمعی از اهالی این شهر در سال ۱۳۶۷ تحت عنوان بزرگ‌ترین باغ گردوی جهان (با تأیید فائو) به مساحت حدود ۷۵۰ هکتار تأسیس شد.
در شهمیرزاد بازی‌های‌های محلی مانند «جو گندم تاس» و «تیک تیک پلا دارک» و «خوزکه» یا «گردوبازی» از گذشته رواج داشته است.
بسیاری از اهالی شهمیرزاد از سالیان قبل در فصل سرما به شهرهای مازندران کوچ می‌کردند و در شهرهای ساری، سوادکوه، قائمشهر، بابل، نکا و بهشهر ساکن می‌گردیدند و از اواسط بهار به شهمیرزاد بازمی‌گشتند.
کوه نیزوا یکی از قله‌های معروف کوه‌های البرز و سومین قله مرتفع استان سمنان در این بخش واقع است.
از مشاهیر این شهر می‌توان استاد ذبیح‌الله صفا، سیروس الوند، خشایار الوند و آیت‌الله مؤمنی و ملا علی اکبر شهمیرزادی را نام برد.

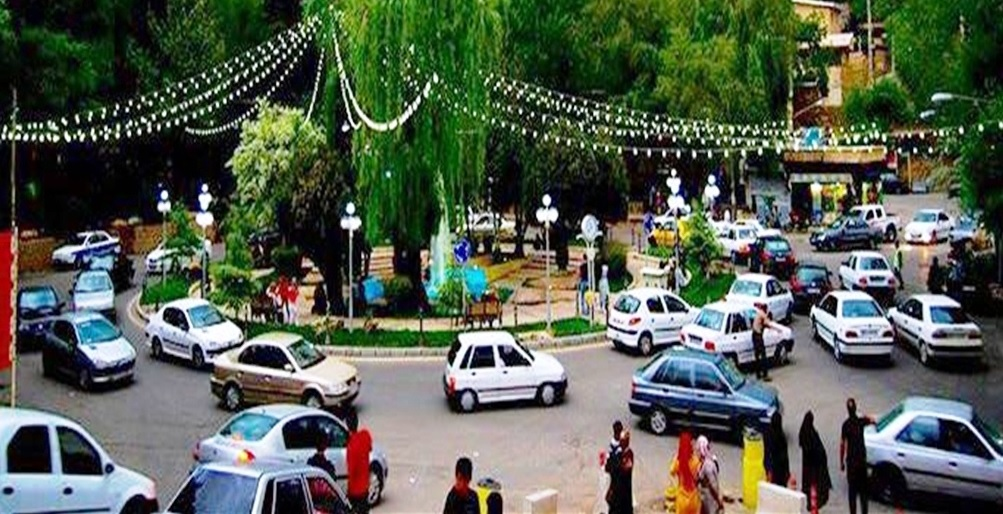
میدان امام خمینی - شهمیرزاد

## تاریخ و جغرافیا
شهمیرزاد که از دوره قاجار به این نام موسوم گردید، در گذشته جزء حکومت طبرستان بود که از اواخر عهد هخامنشی در منطقه آمل تا شمال سمنان حکومت می‌کردند. بنا به روایت تاریخ طبرستان ابن اسفندیار و تاریخ قومس عبدالرفیع حقیقت و سایر مدارک تاریخی، نام قدیم شهمیرزاد شهمار، سهار، شهار و شامار ذکر گردیده است. برخی به استناد سفرنامه ابن بطوطه گفته‌اند که شهمیرزاد «چهار کوه» نامیده می‌شد و برخی نیز از قول دکتر صفا نقل کرده‌اند که شهمیرزاد در گذشته «کهر» نام داشته است. در لغت‌نامه دهخدا، شهمیرزاد برگرفته از «شمرزاد» به معنی سرزمین دارای حوضچه و آبگیر فراوان ذکر شده و نیز برخی آن را متناسب با شمیران یعنی منطقه سردسیر می‌دانند؛ بنا بر این روایات، چنین استنباط می‌شود که شهمیرزاد دارای قدمت سه هزار ساله است که حتی قبل از مهاجرت آریایی‌ها به ایران منطقه‌ای آباد بوده و وجود جشمه‌سارهایی به نام ارشک و اشکش که از نام‌های دوران اشکانی است، قدمت شهمیرزاد و آبادی آن از دوران اشکانیان و حتی قبل از آن را تأیید می‌کند.
راه‌های ارتباطی شهر عبارتند از: راه ۲۴ کیلومتری شهمیرزاد به مهدی‌شهر و سمنان، راه ۱۷۰ کیلومتری به ساری و راه ۵۵ کیلومتری به دوآب در استان مازندران که نزدیکترین راه شهمیرزاد به استان مازندران به‌شمار می‌رود.

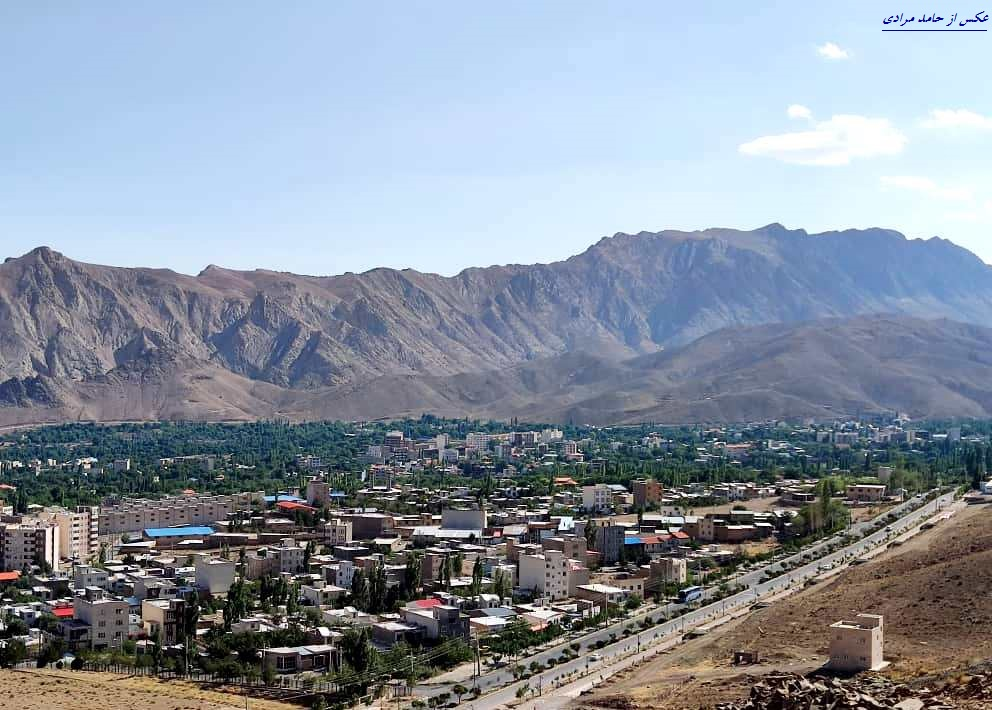
نمای شهمیرزاد از شمال شرق - شهرک کلاهدوز

### شیر قلعه
شیر قلعه یکی از دیدنی‌های شهمیرزاد است که در زمان اشکانیان ساخته شده است. با این وجود شیر قلعه در دوران اسلامی نیز به عنوان یکی از پناهگاه‌های مستحکم اسپهبدان طبرستان و همچنین بر اساس اسناد تاریخی، مورد استفاده اسماعیلیان مطرح بوده است. فاصله قلعه تا شهر، کمتر از ۲ کیلومتر است و در بخش شمالی شهر و بالای چشمه‌سارهای سرچشمه و هفت چشمه واقع شده است. برای بازدید از قلعه، نیاز دارید که از پای کوه حدود ۳۰ دقیقه پیاده‌روی کنید. آسان‌ترین راه به در اصلی مجموعه وارد می‌شود. راه‌های دیگری نیز وجود دارد که هرچند صعب العبور هستند، اما طبیعتی بسیار زیبا را پشت سر می‌گذارند.
مردم این منطقه معتقدند، ساکنان اولیه قلعه با احداث بنایی برج مانند در پای کوه و ساختن پله‌های مارپیچی نظیر پله‌های مناره، آب مورد نیاز را از چشمه پای کوه به داخل قلعه می‌رساندند. ارتفاع کوهی که شیر قلعه در بالای آن قرار گرفته حدود ۲۵۰ متر بلندتر از زمین‌های اطراف است. در این ناحیه چشمه‌های متعددی از جمله سرچشمه (شیخ چشمه) و هفت چشمه قرار دارد.
سال ۱۳۹۷ در شهمیرزاد سال احیای شیر قلعه نام‌گذاری شده بود.

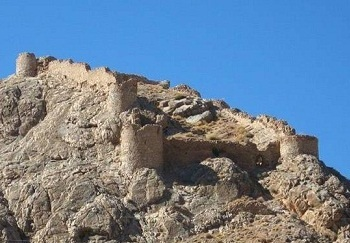
شیر قلعه شهمیرزاد

### قله نیزوا
قله نیزوا (Neyzava) با ۳۸۱۰ متر مرتفع‌ترین قله منطقه و دومین قله بلند استان سمنان بعد از قله شاهوار شاهرود است.نیزوا جزء رشته کوه البرز است و در شمال شهمیرزاد، نزدیک روستای چاشم و در شمال شرقی این روستا قرار دارد. علت انتخاب چنین نامی، وزش دائمی بادهای شدید در منطقه است.
چندین مسیر مختلف برای صعود به قله نیزوا وجود دارد:

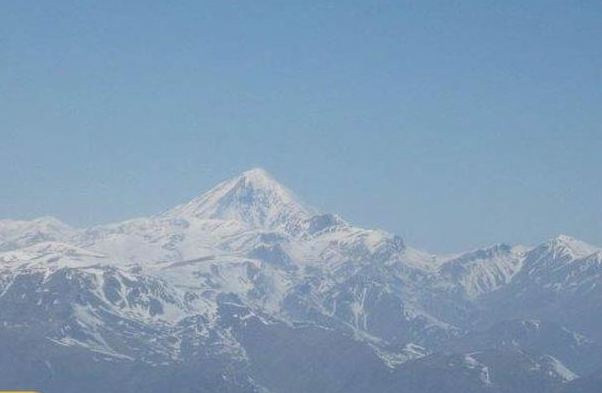
قله نیزوا شهمیرزاد (چاشم)

1. مسیر گردنه چاشم (غربی)
2. مسیر خوریه-درویشو (شرق)
3. مسیر اسپیرو (شمال)
4. مسیر اور پلنگ (شمال شرق)
5. مسیر سیاه خانی (شمال شرق)[۱۴]

### هفت چشمه
هفت چشمه و سرچشمه، دو چشمه از چشمه‌های شهر شهمیرزاد هستند که با فاصلهٔ کمی از یکدیگر واقع شده‌اند. سرچشمه یا شیخ چشمه سر در پای کوه شیرقلعه شهمیرزاد واقع شده است و کمی پایین‌تر هفت چشمه قرار دارد که از دل زمین آب بیرون می‌آید و پیوستن آب این دو چشمه رودی را ایجاد کرده که تا مرکز شهر ادامه دارد. آب این چشمه که یکی از آب‌های سبک کشور است.

در مسیر رودخانه تا مرکز شهر، جاده سلامتی با وسایل ورزشی قرار دارد و در انتها به میدان اصلی شهر و پارک کوهستان و تله سیژ آن ختم می‌شود. برای رسیدن به این مکان باید از میدان شهر به سمت شمال شهر (به سمت شیخ چشمه سر) حرکت کرد.

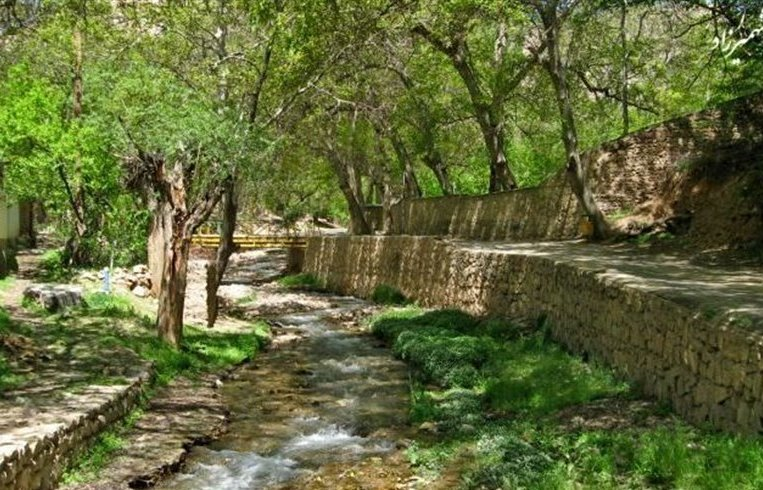
منطقه شیخ چشمه سر شهمیرزاد

### خانه تاریخی امین الرعایا
خانهٔ تاریخی امین الرعایا شهمیرزاد از جمله بناهای تاریخی دوره قاجار است که در شهر شهمیرزاد واقع شده است. این مجموعه تاریخی در سال ۱۳۹۵ بازگشایی شد.

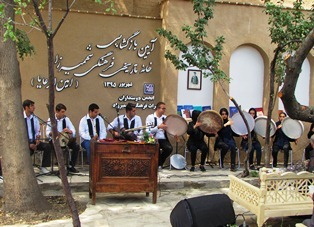
خانه تاریخی امین الرعیا شهمیرزاد

### چشمه و تنگه روزیه
چشمه روزیه در مسیر مابین روستای چاشم و منطقه خطیر کوه در ۲۵ کیلومتری شمال شهر شهمیرزاد واقع شده‌اند. تنگه از دامنه شمالی کوه اُرُم آغاز شده و پس از طی هشت کیلومتر پایان می‌یابد. پیمایش این دره که از شمال غرب آغاز و به سمت جنوب شرق پایان می‌پذیرد، نیازمند ابزار و دانش سنگنوردی است اما بازدید از دهانه شمال غربی آن برای همگان امکان‌پذیر است.
برای دسترسی به این منطقه ابتدا از شهمیرزاد به سمت روستای چاشم حرکت کرده و یک کیلومتری قبل از روستای چاشم در سمت غرب جاده‌ای خاکی وجود دارد که سوله‌ای آبی رنگ بر فراز آن ساخته شده است. این جاده را پی گرفته تا پس از حدود ۱۰ کیلومتر به ابتدای تنگه رسید، برای پیمایش تنگه از داخل رودخانه در خلاف جریان آب، مسیر را به سمت جنوب ادامه باید داد تا به اولین آبشار که ارتفاعی برابر ۳ متر دارد رسید. از سمت راست این آبشار مسیری برای صعود و بالا رفتن ایجاد شده است. این مسیر را اگر به سوی بالا رفت به آبشاری دیگر به ارتفاع ۲٫۵ متر خواهد رسید. در سمت راست آن تونلی وجود دارد که مسیری را برای بالا رفتن ایجاد کرده‌اند با بالا رفتن از آن، می‌توان به مسیر ادامه داد. در این مکان مسیر تقریباً مسطح است و باید از سمت چپ رودخانه حرکت کرد تا به یک محیط تقریباً بازرسید که یکی از چشمه‌های آب رودخانه در آن قرار دارد. در مسیر دست چپ رودخانه اگر بتوان به حرکت ادامه داد و در امتداد رودخانه پیش رفت، این مسیر تا ۷۰۰ متر ادامه یافته تا به آبشاری به ارتفاع ۵ متر می‌رسد، از اینجا به بعد مسیر نیازمند پیمایش فنی از دهانه دیگر رودخانه است.

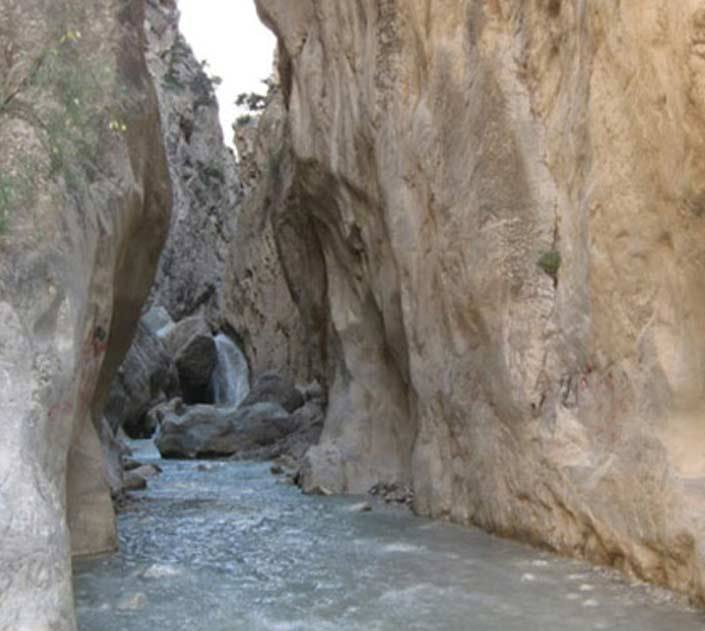
چشمه و تنگه روزیه چاشم - شهمیرزاد

### ارتفاعات شهمیرزاد
ارتفاعات شمالی شهمیرزاد در مناطقی مانند اوپرت، رودبارک و گردنه شهمیرزاد - چاشم دارای خصوصیات ویژه ای هستند که بعضاً آلپ ایران خوانده می‌شوند. 

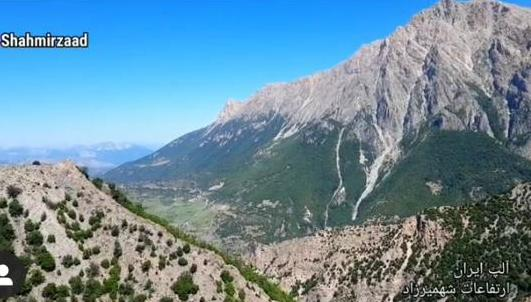
ارتفاعات شهمیرزاد - آلپ ایران

### پیست اسکی
قرار گرفتن شهر شهمیرزاد به عنوان شهر نمونه گردشگری در حاشیه کویر سمنان موجب شده است که تابستان و ایام تعطیلات جمعیت شهر به بیش از چهار تا پنج برابر برسد اما در سالهای اخیر زمستان هم با جاذبه‌های گردشگری خود علاقمندان زیادی را به خود جذب کرده است.
پیست سنتی اسکی شهمیرزاد در قسمت شمالی این شهر واقع شده است و به عنوان یکی از مناطقی است که در فصل زمستان مورد استقبال قرار می‌گیرد ولی این پیست تفاوت زیادی با دیگر پیستهای اسکی استاندارد دارد که به جای تخته و چوب اسکی، عمدتاً از تیوپ استفاده می‌شود.

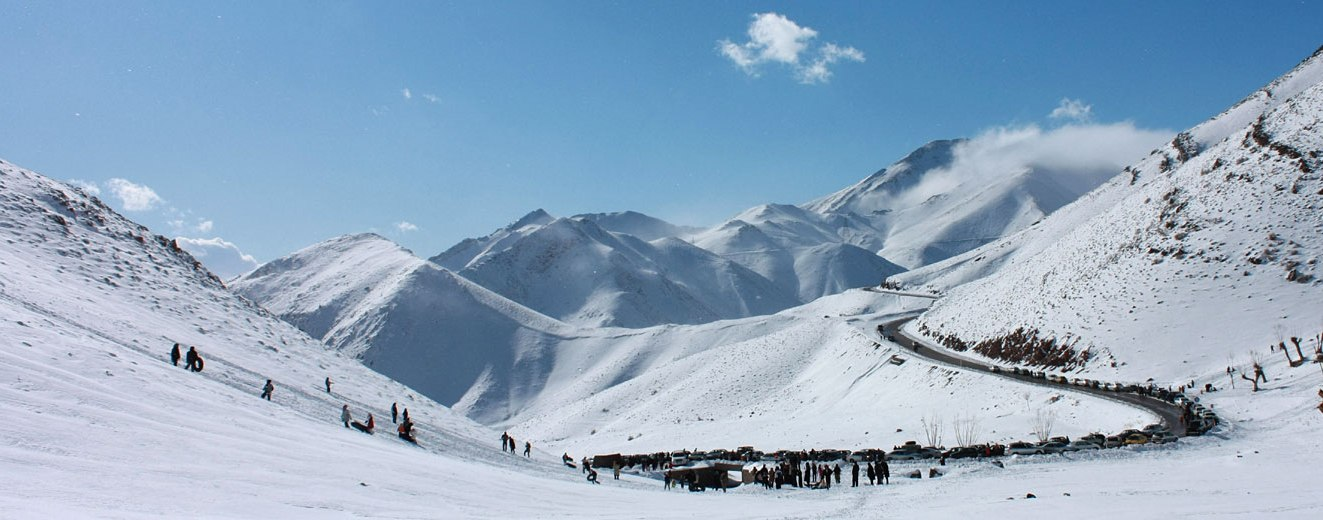
پیست اسکی شهمیرزاد

### قله اُرُم
قله اُرم، با ۲۸۰۰ متر ارتفاع، در شمال غرب شهمیرزاد و جنوب غرب روستای چاشم قراردارد. این قله جزو قله‌های رشته کوه البرز محسوب می‌گردد. ارم از شمال به تنگه روزیه، از شرق به روستای چاشم واز جنوب به گداربن و ملا محمد محدود می‌شود. جبهه شمالی آن را دیواره‌های بلند تشکیل داده و جناح جنوبی آن را دره‌هایی تشکیل می‌دهند. قله مشخصاً دردوره کرتاسه شکل گرفته است. پوشش گیاهی منطقه شامل انواع گون، انواع گرامینه، ارس، لاله وحشی، انواع کنگر وگل قاصدک می‌باشد. از جانوران منطقه می‌توان به پلنگ، موش صحرایی، کبک، مار، خوک، گرگ و گربه وحشی اشاره کرد. قله برروی رشته کوهی با جهت شمال شرقی – جنوب غربی واقع شده ودر مرکز این رشته کوه قراردارد. برای دسترسی به ابتدای مسیر می‌بایست از مهدیشهر به سمت چاشم حرکت کرد. پس از طی حدود ۱۲ کیلومتر در سمت چپ جاده، تابلوی مشخصی وجوددارد که نام تنگه ملا محمد برروی آن درج شده است. پس از حدود ۸ کیلومتر به قریه ملا محمد می‌رسد. در این مسیرها به علت جریانات فصلی آب، آبشارهای فصلی بلندی ایجاد شده و برای فرود از آنها نیاز به ابزار سنگ نوردی است. قله در زمستان همراه با حجم بالای برف است و تغییرات ناگهانی جوی از ویژگی‌های آن محسوب می‌شود.

### منطقه حفاظت شده پرور
منطقه حفاظت شده پرور در مسیر شهمیرزاد به سمت ساری واقع شده است و فاصله آن تا شهمیرزاد ۳۵ کیلومتر است که به لحاظ قرار گرفتن در میان دو اکوسیستم مناطق بیابانی جنوب استان سمنان و مناطق جنگلی استان مازندران و متأثر شدن از این دو اکوسیستم دارای سیمای طبیعی جذابی است. منطقه حفاظت شده پرور تحت تأثیر آب و هوای شمال البرز و شرایط جوی فلات مرکزی ایران است. نرخ بارش آن از شمال به جنوب و از شرق به غرب کاهش پیدا می‌کند. این منطقه دارای رودخانه دائمی است که در خارج از منطقه از قله نیزوا سرچشمه گرفته و پس از حرکت از سمت غرب و شمال از آن خارج می‌شود و یکی از شاخه‌های رودخانه تجن را تشکیل می‌دهد. بخش‌های وسیعی از منطقه حفاظت شده پرور را جنگل‌های ارس (گیاه) و هیرکانی دربر گرفته است.
در این منطقه سه ناحیه به عنوان محدوده‌های امن شناخته شده است که این سه ناحیه عبارتند از، محدوده امن صیدوا، محدوده امن کلورد و محدوده امن سرم لعلوم. روستاهای رودبارک، پرور، کاورد، تمام، تلاجیم، فینسک و ملاده در این منطقه از بخش شهمیرزاد شهرستان مهدی شهر قرار دارند. در منطقه حفاظت شده پرور، جمعاً ۳۹ گونه پستاندار در قالب ۳۵ جنس مربوط به ۱۴ خانواده از ۵ راسته موجود می‌باشند که وجود ۶ راسته از ۷ راسته پستاندار خشکی زی و حدود یک چهارم گونه‌های پستاندار موجود کشور در این منطقه، جایگاه و ویژگی‌های اکولوژیکی و با ارزش آنرا می‌رساند.

مناظر طبیعی، انواع گونه‌های جانوری شامل خرس، گربه وحشی، ییلاق‌های متعدد، انواع گیاهان دارویی و بناهای تاریخی گوناگون و کاخ ابراهیم‌خان در ملاده از موارد گردشگری منطقه است. منطقه حفاظت شده پرور با تأثیرپذیری از محیط اطراف خود و پوشش گیاهی متنوع، زیستگاه خوبی را برای گونه‌های مختلف گیاهی و جانوری فراهم آورده است. پوشش گیاهی بارز منطقه شامل بلوط، افرا، راش، ولیک، اورس، گلابی وحشی، درمنه، آویشن، انواع گون، انواع گرامینه، ممرز، زرشک و گل گاوزبان است. 

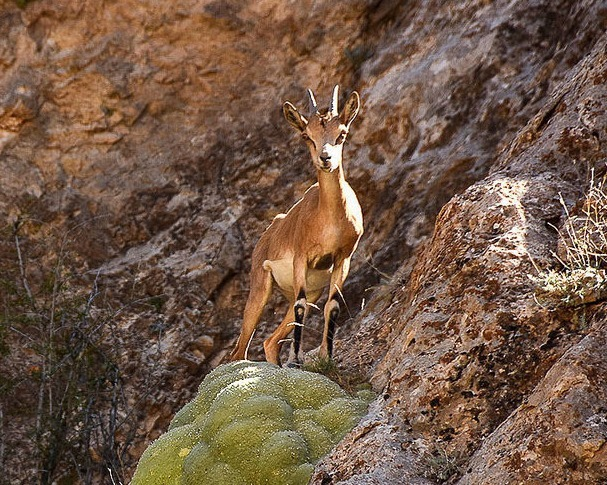
منطقه حفاظت شده پرور – بخش شهمیرزاد

### جنگل فینسک
«جنگل فینسک» در ۵۴ کیلومتری شمال شرقی شهمیرزاد و در دامنه‌های جنوبی رشته کوه‌های البرز واقع شده است. این جنگل به همراه چندین روستا در شیب جنوبی البرز و در ارتفاع ۱۴۰۰ تا ۲۷۰۰ متر از سطح دریا واقع شده و پوشش گیاهی و معماری عمارت‌ها و خانه‌های روستایی آن بیشتر یادآور گیلان و مازندران است. از نظر ساختار زمین‌شناسی می‌توان آثاری از رسوب گذاری‌های دوران پالئوزوئیک شامل ماسه سنگ قرمز، کوارتزیت سفید، دولومیت وآهک را دید و سازنده‌ای دوران مزوزوئیک با لایه‌های بازالتی را درآن مشاهده کرد. از پوشش گیاهی منطقه می‌توان از انواع گرامینه، گون وارس در نواحی تُنُک وزرشک وحشی، راش، ممرز، ولیک، ازگیل و… یاد کرد. جانورانی چون خفاش معمولی جنگل، کل، کبک، روباه، گراز، خرس، راسو، پلنگ، خوک وحشی وکبوتر جنگلی را می‌توان در این جنگل مشاهده کرد. اقلیم منطقه تحت تأثیر آب وهوای مدیترانه ای با باران بهاره همراه است.

بیشترین بازدید از این جنگل دراواسط بهار و اوایل پاییز صورت می‌گیرد. برای دسترسی به این منطقه بایداز شهمیرزاد به سمت فولاد محله حرکت کرد. پس از طی ۴۰کیلومتر و قبل از روستای رسم رودبار، در سمت چپ جاده، آسفالته مشخصی وجوددارد که درابتدای آن تابلوی بزرگی نصب شده که فاصله روستاها را از ابتدای جاده نمایش می‌دهد. فاصله فینسک ازابتدای جاده حدود ۱۴کیلومتر است. 

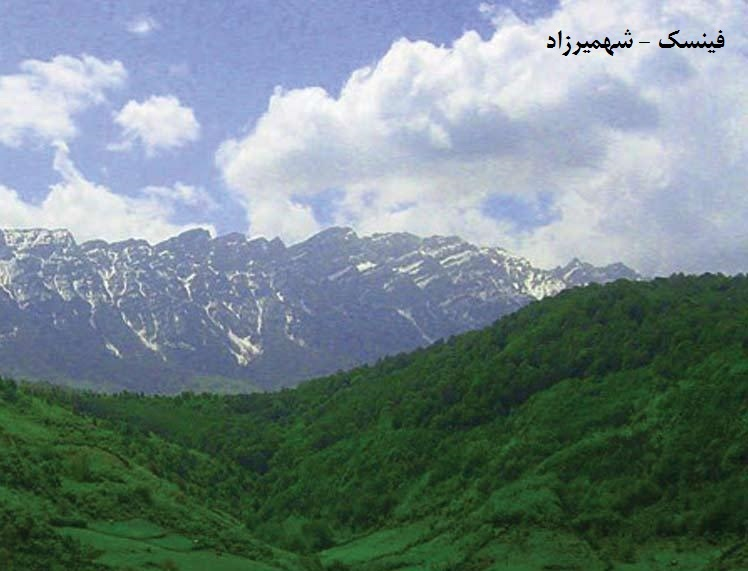
جنگل فینسک - شهمیرزاد

## مردم و فرهنگ

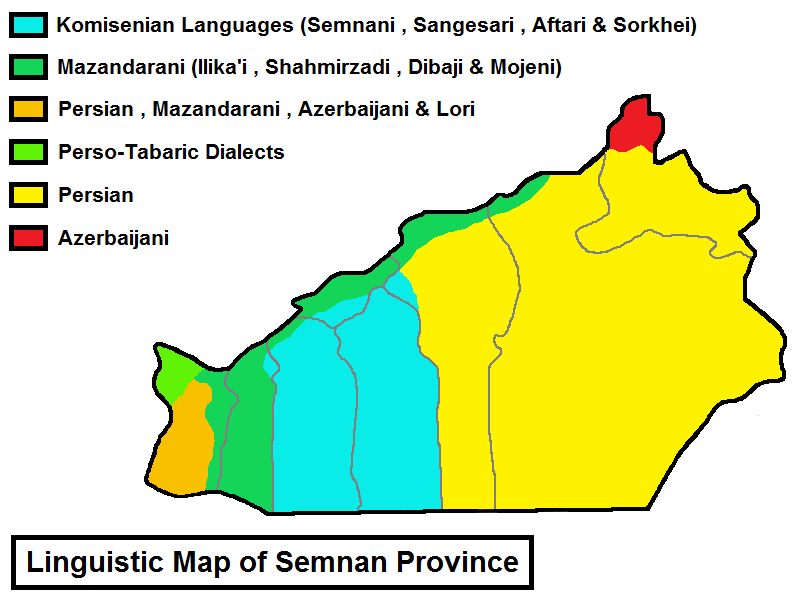
نقشهٔ زبانی استان سمنان: رنگ آبی زبان‌های کومشی (سمنانی، سنگسری، افتری و سرخه‌ای) - رنگ سبز تیره زبان مازندرانی (الیکایی، شهمیرزادی، دیباجی و مجنی) - رنگ نارنجی (زبان‌های فارسی، مازندرانی، آذربایجانی و لری) - رنگ سبز روشن گویش‌های فارسی-مازندرانی (ایوانکی) - رنگ زرد زبان فارسی - رنگ قرمز آذربایجانی

مردم شهمیرزاد به گویش شهمیرزادی که گویشی از زبان مازندرانی هست سخن می‌گویند. مردم شهمیرزاد به شهر خود شامرزا (šâmerzâ) می‌گویند. یکی از شعرهای معروف به نام «خِدا شامرزایی بَیمه» یا «شامرزا دور» که مردم شهمیرزاد هنگامی که از شهر خود دور و در شهرهای دیگر مازندران مثل بابل یا شاهی بودند برای هم مردم آنجا و به یاد دیار خود می‌خواندند:
نماشون صحرا مه ونگه ونگه خدا شهمیرزادی بیمه
چهار بیدار دشونه صدای زنگه خدا شهمیرزادی بیمه
کدیم چهار بیداره برار بهیرم خدا شهمیرزادی بیمه
دم به دم خبر شه یار بهیرم خدا شهمیرزادی بیمه
خدا شهمیرزادی بیمه شهمیرزاد راهی بیمه
بزن لله ته نالش بلاره خدا شهمیرزادی بیمه
اسا که ته خونش بلاره خدا شهمیرزادی بیمه
بزن لله گسفند چرا بهیره خدا شهمیرزادی بیمه
نیره مه کشه ور رکا بهیره خدا شهمیرزادی بیمه
خدا شهمیرزادی بیمه شهمیرزاد راهی بیمه

## زمین‌شناسی
از نظر زمین‌شناسی، منطقه شهمیرزاد مربوط به دوران سوم و دارای سنگ‌های رسوبی و آهکی است و معادن کلسیت، گالن (سولفور سرب)، سولفات باریت، کمی کربنات سرب، دولومیت و کوارتزیت، سنگ گرانیت و سیلیس (شیشه) در آن یافت می‌شود.

## کشاورزی و اقتصاد
اقتصاد شهر شهمیرزاد بر کشاورزی آن تکیه دارد. بطوری‌که شهمیرزاد از اصلی‌ترین تولیدکنندگان گردو در منطقه است و محصولات گردوی این شهر توان صادراتی بالایی دارد. از دیگر فراورده‌های منحصربه‌فرد شهمیرزاد میوه آلو است بطوری‌که از ۱۶۵ هکتار باغات آلوی شهرستان، ۱۳۵ هکتار آن در شهر شهمیرزاد قرار دارد. محصولات زراعی آن شامل گندم، جو، یونجه، شبدر، سیب زمینی، چغندر، حبوبات، سبزیجات و صیفی است. اما محصولات باغی و سردرختی آن از اهمیت و اعتبار بیشتری برخوردار است. مهم‌ترین محصولات باغی و سردرختی شهمیرزاد، گردو و آلو است. ضمن اینکه سیب، گلابی، آلبالو، به، بادام، آلوچه، گوجه سبز، قطره طلا و برغانی، غوره انگور، سنجد، زردآلو و بیدمشک نیز از محصولات دیگر این سرزمین است. گردو مهم‌ترین محصول منحصر بفردی است که جنبه صادراتی دارد و مهم‌ترین منبع درآمد شهمیرزاد به‌شمار می‌رود. درختان گردو در این شهر که در گذشته به میخ طلا شهرت داشتند دارای شناسنامه و سند مالکیت جداگانه ای هستند.

## کشت و صنعت شهمیرزاد
شهمیرزاد دارای بزرگ‌ترین باغ گردوی جهان (با تأیید فائو) می‌باشد که مساحت آن ۷۰۰ هکتار است و تمامی هزینه‌ها و پیگیری‌های آن توسط مردم این شهر انجام شده است.
شرکت کشت و صنعت شهمیرزاد با تعداد ۵۶۸ نفر عضو در سال ۱۳۶۷ به ثبت رسید؛ و در زمینی به مساحت حدود ۷۰۰ هکتار بصورت استیجاری مشغول بکار شد؛ و در سال ۱۳۸۰ نسبت به خرید ملک اقدام و سند ششدانگ زمین هفتصد هکتاری بنام شرکت کشت و صنعت شهمیرزاد اخذ گردید. اراضی این شرکت در شمال شرق شهر شهمیرزاد و در مختصات ۰۴/۳۹۶۰۴۸۰تا ۷۰/۳۹۶۴۵۰۵عرض شمال و ۰۳/۷۱۲۹۲۵تا ۶۳/۷۱۶۲۰۲طول شرقی (UTM) واقع شده است. در شرایط کنونی ۴۰۰ هکتار از اراضی شرکت زیر کشت محصول گردو و ۱۰۰ هکتار زیر کشت بادام قرار دارد که از حدود بیست و شش سال قبل به تدریج کشت گردیده و بقیه اراضی را جاده تأسیسات آبیاری و اراضی لا کشت تشکیل می‌دهد. ارتفاع متوسط اراضی از سطح دریای آزاد۱۹۵۶ متر، بلندترین قطعه ۲۰۸۲ و پایین‌ترین نقطه ۱۸۵۵ و اختلاف سطح اراضی ۲۲۷ متر است. این شرکت با هدف احداث باغ گردو و بادام و استفاده از محصول تولیدی درختی و صنایع تبدیلی و سایر تولیدات باغی زیستی به صورت خام یا فرآوری شده تشکیل گردیده و در حال حاضر با ۱۶۰۰۰ نفر سهامدار مشغول به فعالیت می‌باشد.

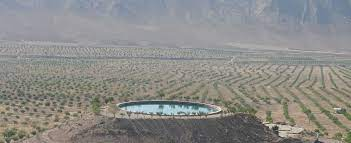
نمایی از کشت و صنعت شهمیرزاد -بزرگ‌ترین باغ گردوی جهان

## مصوبه هیت وزیران در سال ۹۲
[مصوبه هیئت وزیران دربارهٔ ایجاد شهرستان شهمیرزاد]
هیت وزیران در جلسه مورخه ۹۲/۱/۱۸ با پیگیری‌های برخی و بنا به پیشنهاد وزارت کشور و به استناد ماده ۱۳ قانون تعاریف و ضوابط تقسیمات کشوری مصوب ۱۳۶۲ ایجاد [شهرستان شهمیرزاد] به مرکزیت شهر شهمیرزاد مشتمل بر بخش مرکزی شامل دهستان‌های پشتکوه و چاشم را تصویب کرد اما اجرای این مصوبه مورد اعتراض قرار گرفت واین مصوبه اجرایی نشد.
این در حالی ست که بخش عمده مناطق زیر مجموعه شهرستان مهدیشهر فعلی در بخش شهمیرزاد واقع شده است.
نامه رئیس مجلس به رئیس‌جمهور دربارهٔ خلاف قانون بودن مصوبه دولت:
«نظر به تعریف «بخش» در ماده (۶) قانون تعاریف و ضوابط تقسیمات کشوری ـ مصوب ۱۳۶۲ـ و براساس ماده (۷) همین قانون، «شهرستان واحدی از تقسیمات کشوری است با محدوده جغرافیایی معین که از به هم پیوستن چند بخش همجوار که از نظر عوامل طبیعی، اجتماعی، اقتصادی، سیاسی و فرهنگی واحد متناسب و همگنی را به وجود آورده‌اند» تشکیل می‌یابد»

## درخواست الحاق به استان مازندران
در نخستین روز آغاز به کار استاندار جدید مازندران در ۱۸ شهریورماه ۱۳۹۲ شماری از مردم شهمیرزاد با حضور در مقابل استانداری مازندران در ساری خواستار الحاق به استان مازندران شدند و تعدادی از افرادی که خود مردم انتخاب کردند به همراه اعضای شورای شهر شهمیرزاد برای رایزنی و الحاق این شهر به استان مازندران وارد استانداری مازندران شدند و با معاون مدیر کل امنیتی استانداری مازندران و مدیر کل حراست استانداری مازندران گفتگو کردند. رئیس شورای اسلامی شهمیرزاد نیز در این تجمع در جمع خبرنگاران با اعلام اینکه از سال‌های دور شهمیرزاد متعلق به استان مازندران بوده اظهار داشت: مردم شهر شهمیرزاد دارای مشترکات مختلف زبانی، فرهنگی، اجتماعی و اقتصادی با مردم مازندران هستند و خواستار الحاق شدن به مازندران هستند.
در بهمن ماه ۱۳۸۹ عده‌ای از مردم شهمیرزاد طی نامه‌ای به رئیس‌جمهور (که رونوشت آن دربردارندهٔ ۴۶ صفحه امضاء، به مقامات دیگر هم فرستاده شد) خواهان پیوستن به استان مازندران شدند. در بخش پایانی این نامه چنین آمده است: «بار دیگر تقاضای الحاق شهر عزیزمان شهمیرزاد به استان سرسبز مازندران داریم تا دلسوخته از به یغما بردن آب و آبخانه‌های شهرمان و محرومیت‌های موجود با انضمام به فضای سبز و جنگل انبوه و آب نیلگون دریای خزر آرام گیرد و از حضرتعالی عاجزانه می‌خواهیم که خواسته به حق ما را جامه عمل بپوشانید.»
شایان ذکر است شهمیرزاد تا پیش از سال ۱۳۴۰ که سمنان به فرمانداری کل ارتقاء یافت جزئی از استان دوم یعنی استان مازندران بوده است. البته استان دوم مجموعه ای از چند استان مازندران سمنان گلستان و قسمتهایی از تهران و… بوده است.

## وب سایت جامع شهمیرزاد
در تاریخ ۳ اسفند ۱۴۰۳ وبسایت جامع و مستقل شهمیرزاد به نشانی https://shahmirzad.city همزمان با ۲۱ فوریه روز جهانی زبان مادری رسماً رونمایی گردید که به انتشار مستقل و داوطلبانه اخبار شهمیرزاد از طریق شهروند خبرنگاران خود پرداخته و ابعاد فرهنگی و طبیعی و گردشگری شهمیرزاد را از طریق متن، عکس، ویدئو و … به همگان معرفی خواهد نمود.

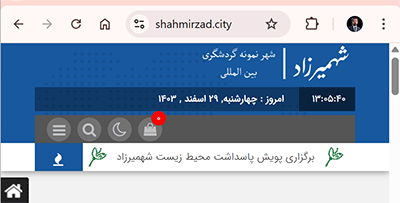
نمایی از سردر [https://www.shahmirzad.city/ وبسایت جامع و مستقل اطلاع‌رسانی شهر شهمیرزاد

## مکانهای دیدنی
- درخت کمان رستم
- شیر قلعه
- قلعه شیخی
- چهارمیدان
- دژ وهل
- شیخ چشمه سر
- هفت چشمه
- پارک کوهستان
- بلبل دره
- کشت و صنعت
- پیش نسا
- پیش کفش
- رودبار
- محرم دشت
- سبز تپه
- یخچال
- پشته
- سه راه گلدسته
- آبشار
- چاشمیج مله
- پیست دوچرخه سواری خیابان ساری
- مجتمع فرهنگیان
- کوهپایه
- کشتارگاه
- شهربازی پارک کوهستان
- منطقه ییلاقی روستای پرور
- منطقه ییلاقی روستای چاشم
- منطقه ییلاقی روستای کولیم
- منطقه ییلاقی روستای کاورد
- منطقه ییلاقی روستای فینسک
- منطقه ییلاقی روستای خطیرکوه
- منطقه ییلاقی ملرد
- چشمه روزیه
- منطقه ییلاقی روستای فولادمحله
- منطقه ییلاقی جاشلوبار
- منطقه ییلاقی نیزوا
- منطقه ییلاقی آسوران
- منطقه ییلاقی روستای رودبارک
- منطقه ییلاقی روستای ده صوفیان
- محوطه تاریخی گَندآب خَرند
- خانه تاریخی امین الرعیا